# 楽綝
楽 綝（がく りん / がく ちん、? - 甘露2年5月5日（257年6月4日））は、中国三国時代の魏の軍人・政治家。父は楽進。子は楽肇。楽進伝・諸葛誕伝にその名が見える。

## 人物

### 生涯
楽進の存命中に所領の一部が分け与えられ、列侯されたとの記述があるが、これが楽綝なのかどうかは不明である。武勇に秀でた剛毅果断な人物で、父に劣らぬ人物として高く評価された。
255年、文欽らの反乱追討（毌丘倹・文欽の乱）に功績があり揚州刺史まで昇進したが、257年6月4日、疑心暗鬼に陥った諸葛誕に司馬氏の与党と見做されたため、その軍勢に攻められて戦死した（諸葛誕の乱）。諸葛誕は楽綝の非を上奏したものの、その行為は反逆と見做され討伐されることになった。楽綝には衛尉と慰侯が追贈された。子が爵位を継いだ。

### 物語中の楽綝
小説『三国志演義』では名将の息子同士ということからか、張遼の子の張虎とペア扱いにされ、蜀漢との戦いで敗北を重ねるやられ役の凡将として描かれている。最期については史実とほぼ同様の顛末を辿る。